# Forficatocaris schadeni
Forficatocaris schadeni is een eenoogkreeftjessoort uit de familie van de Parastenocarididae. De wetenschappelijke naam van de soort is voor het eerst geldig gepubliceerd in 1982 door Reid.